# Faà di Bruno (monitore)
Il Faà di Bruno fu un'unità della Regia Marina costruita durante la prima guerra mondiale presso l'Arsenale di Venezia, utilizzata come batteria galleggiante nell'ambito del sistema di difesa dell'Alto Adriatico.

## Sviluppo e descrizione
Il Faà di Bruno deriva dalla modifica di un ex pontone gru (G.A. 43) eseguita nel 1917 nell'Arsenale di Venezia su progetto del generale del genio navale Giuseppe Rota. Assieme ad esso venne sviluppato il gemello Alfredo Cappellini ed il Monfalcone, quest'ultimo più piccolo ed armato con un cannone da 305 mm. L'unità aveva una stazza di 2854 tonnellate, una lunghezza di 56,70 metri, una larghezza di 27 metri e un pescaggio di 2,24 metri. La propulsione era garantita da due motori a vapore a triplice espansione. Una caldaia Kess forniva il vapore sufficiente per alimentare i due motori per un totale di 465 cavalli (347 kW). Durante le prove in mare ha raggiunto una velocità massima di 3,31 nodi (6,1 km/h; 3,8 miglia all'ora), ma la sua velocità massima in servizio regolare era di circa 2,5 nodi (4,6 km/h; 2,9 miglia all'ora). La torretta principale sulla quale erano installati i due cannoni da 381/40 era protetta da una copertura metallica. I lati della torretta avevano uno spessore di 110 mm, mentre la barbetta aveva un'armatura di 60 mm. La plancia di comando era posta su un treppiede a poppavia della torretta.

## Servizio

Granata da 381/40

L'unità è entrata in servizio il 23 luglio 1917. Il suo primo impiego operativo fu nell'Undicesima battaglia dell'Isonzo dal 18 agosto 1917. Affiancata all'Alfredo Cappellini e ai monitori britannici Earl of Peterborough e Sir Thomas Picton, bombardarono le posizioni austriache con scarso risultato. Fu poi impiegata, grazie al ridotto pescaggio che caratterizza queste unità, in operazioni di difesa in ambito lagunare ed in zone con fondali bassi. A seguito dei fatti di Caporetto, il 18.11.1917 il Faà di Bruno e il Cappellini, in trasferimento ad Ancona per la difesa della città, vennero sorpresi da una violenta tempesta. Il Cappellini si inabissò nella zona della foce dell'Esino, mentre il Faà di Bruno, agli ordini del capitano di corvetta Ildebrando Goiran si incagliò nei pressi di Marotta dopo aver rotto i cavi che lo collegavano al rimorchiatore Titano.
L'unità venne rifornita da undici giovani ragazze del piccolo borgo che, nonostante il mare burrascoso, a bordo di una piccola imbarcazione, la raggiunsero e sbarcarono alcune damigiane, cibi caldi e cestini di frutta, e a queste cose unirono un biglietto che diceva: "Le spose di Marotta offrono ai marinai d’Italia un bicchiere di vino". Analoga attività venne replicata il giorno seguente.
Il 24 agosto 1919 le undici ragazze, protagoniste dell'eroico episodio vennero decorate con la medaglia di bronzo al merito della Marina, con la seguente motivazione: «Equipaggiarono una imbarcazione e riuscirono coraggiosamente, malgrado il forte vento e il mare grosso, a vincere i frangenti e rifornire di viveri una unità navale da guerra che trovavasi gettata alla spiaggia di Marotta dalla violenza del fortunale».
Gabriele d'Annunzio per ricordare l'eroico gesto avrebbe dettato la citazione per la originaria lapide commemorativa del gesto delle coraggiose giovani eretta nella piazza di Marotta: «Picene di antiche origini eran già nel mito dell’età primeva ancor prima dell’evento che le vide agli scalmi impavide dominare la tempesta.»
Il Faà di Bruno venne radiato il 13 novembre 1924, ma fu rimesso in servizio all'inizio della seconda guerra mondiale come batteria galleggiante GM 194 a difesa delle città di Genova e Savona. Quando gli inglesi bombardarono il capoluogo ligure, il 9 febbraio 1941, riuscì a sparare solo tre colpi a causa di un guasto elettrico arrecato dal fuoco del nemico. Ormeggiato a Savona, sotto il promontorio di Valloria, fu poi affondato in loco dai tedeschi in ritirata nel 1945. Fu demolito nel 1946. La polveriera, realizzata nella galleria di Valloria, rimasta piena di proietti, esplose l'8 maggio 1945, uccidendo decine di persone e ferendone centinaia. Molti morti furono bambini e ragazzi, che giocavano abitualmente da vari giorni con l'esplosivo lì immagazzinato e che, presumibilmente, causarono l'esplosione.

## Armamento
Il Faà di Bruno fu equipaggiato con un impianto binato da 381/40 Mod. 1914, originariamente destinato alla nave da battaglia Cristoforo Colombo della mai realizzata classe Francesco Caracciolo. La torretta poteva coprire un settore orizzontale di tiro di 30° su entrambi i lati ed un'elevazione massima di 15°. Le munizioni impiegate erano granate perforanti in acciaio alte 1,465 m e pesanti 876 kg dotate di cappuccio balistico Firth sull'ogiva, ideato per favorire la penetrazione del colpo attraverso le corazze dei bersagli. Era inoltre dotato di quattro pezzi da 76/40 Mod. 1916 R.M. per la difesa antiaerea.